# Karl Höing
Karl Höing (* 1957 in Südlohn, Nordrhein-Westfalen) ist ein deutscher Textildesigner und Professor an der Staatlichen Akademie der Bildenden Künste Stuttgart.

## Leben
Karl Höing studierte von 1978 bis 1984 Textilgestaltung an der Staatlichen Akademie der Bildenden Künste Stuttgart bei Leo Wollner. Von 1979 bis 1980 absolvierte er eine Webereiausbildung an der Gottlieb-Daimler-Schule Sindelfingen. Nach Abschluss seines Studiums als Diplom-Designer an der Staatlichen Akademie der Bildenden Künste Stuttgart folgte von 1984 bis 1985 eine Tätigkeit als Kolorist bei der Firma Pausa AG in Mössingen. Von 1985 bis 1986 war er Stipendiat der Landesgraduiertenförderung des Landes Baden-Württemberg. Seit 1986 ist Höing freischaffend tätig. Bis 1996 unterhielt er ein Designbüro in der Nähe von Florenz.
Im Jahre 1991 wurde Karl Höing als Professor und Leiter des Diplomstudiengangs Textildesign an die Staatliche Akademie der Bildenden Künste Stuttgart berufen. Neben seiner Tätigkeit als Hochschullehrer, die in Ausstellungen wie Wirkstoff (2001), Stoffrausch (2006) und Rauschlabor (2012) hervortrat, erstrecken sich seine persönlichen Arbeitsschwerpunkte auf den Entwurf und die Realisation von Textilien für den Heim- und Objektbereich, insbesondere auch auf die Produktion gewebter und handgeknüpfter Teppiche. Zu Höings speziellen Forschungsprojekten zählen seit 1994 textilhistorische Untersuchungen über liturgische Textilien/Paramente in Dorfkirchen der Toskana.